# 西郷星

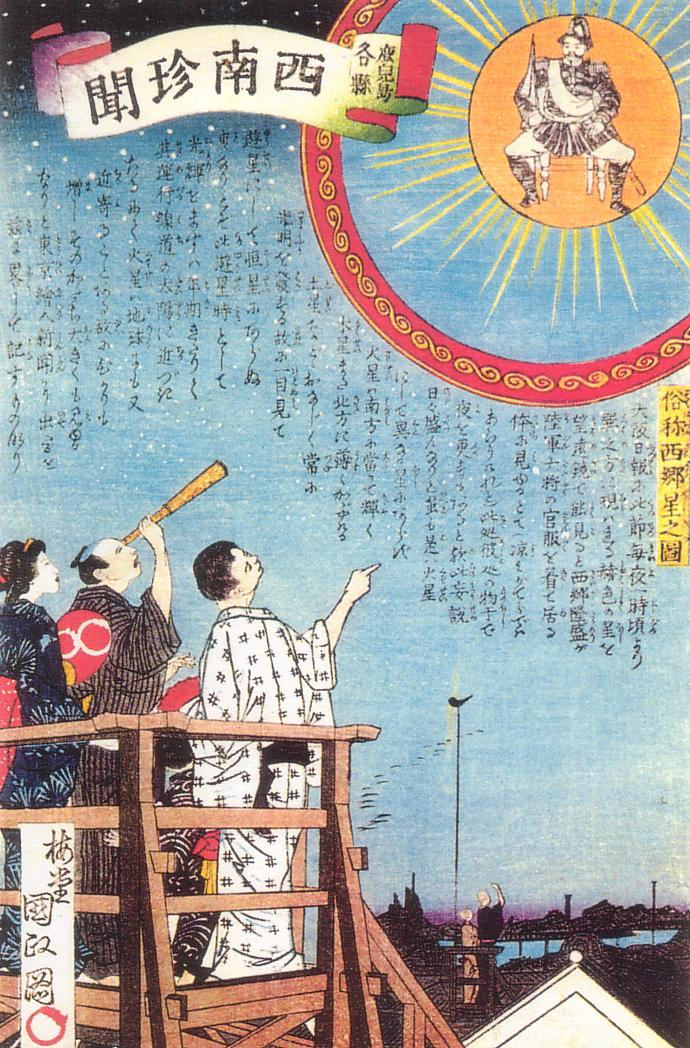
「西南珍聞 俗称西郷星之図」（画・梅堂国政、明治10年）

西郷星（さいごうぼし）とは、明治10年（1877年）頃、西南戦争による世の混乱の中、西郷隆盛の死を悼む人々の間で流布した噂である。

## 概要
この年、火星の大接近があり、最接近時の9月3日には距離5,630万km、光度-2.5等あまりにまで輝いていた。当時の庶民はこれが火星である事は知らず、「急に現われた異様に明るい星の赤い光の中に、陸軍大将の正装をした西郷隆盛の姿が見えた」という噂が流れ、西郷星と呼ばれて大騒ぎになった。
やがてこれに便乗し、西郷星を描いた錦絵が何種類も売り出されて人気を博した、とエドワード・モースの1877年9月8日の日記にも記されている。
また、土星もこの時に火星の近くに位置していており、11月には火星と0度11分のところまで近づいたことから、桐野利秋に因んで桐野星（きりのぼし）と呼ばれた。